# 바츠어
바츠어(Bats) 또는 바츠비어(Batsbi)는 조지아 카헤티 북부 산지의 소수민족인 바츠족이 사용하는 북동캅카스어족의 언어이다. 1975년에는 2500~3000명의 화자가 있었으나 1997년에는 500명에 불과했고 오늘날에는 소멸위기에 놓여있다. 현재 바츠어를 할 줄 아는 바츠족 인구는 대부분 카헤티 주 아흐메타(Akhmeta) 군의 Zemo-Alvani 마을에 살고 있다. 북동캅카스어족의 나흐어파에 속하나 같은 어파에 속하는 인구시어와 체첸어 사이의 가까운 관계에 비하면 비교적 차이가 많다.

## 같이 보기
- 나흐어파